# El hermano José
 El hermano José  es una película de Argentina en blanco y negro dirigida por Antonio Momplet según guion de Nicolás Proserpio que se estrenó el 27 de agosto de 1941 y que tuvo como protagonistas a Pepe Arias, Carlos Castro, Ada Cornaro y María Duval.

## Sinopsis
La interacción en un pequeño pueblo, entre un curandero, su hija y un joven médico, entre la superchería y la ciencia.

## Reparto
- Pepe Arias ... José Gómez "el hermano José"
- Carlos Castro ... Ferdinando
- Ada Cornaro ... Doña María (madrina)
- Darío Cossier
- María Duval ... Clarita
- Isabel Figlioli ... Esposa de don Bartolo
- Ramón Garay ... Ladrón
- Antonio Gianelli
- José Otal
- Raimundo Pastore ... Don Bartolo Giménez
- Ernesto Raquén ... Dr. Luis Martínez
- José Ruzzo ... Ladrón
- Semillita ... Joven cleptómano
- Ernesto Villegas ... Don Severo Marchito

## Comentarios
La Nación sintetizó: "Comicidad popular y satírica", Calki lo describió como la "visualización de un éxito radiofónico" y Manrupe y Portela opinan que es un "clásico menor de Pepe Arias con todo lo bueno y lo malo que esto significa y filmado sin mucho esfuerzo".